# Енергија у Уганди
Спаљивање обновљивих извора даје много енергије у Уганди, иако влада покушава да постане енергетски независна. Иако је велики део хидроенергетског потенцијала земље неискоришћен, одлука владе да се убрза стварање домаћег нафтног капацитета заједно са открићем великих нафтних резерви држи обећање значајне промене у статусу Уганде као енергетски увозници.

## Историја
Током 1980-их, угаљ и дрво за огрев заузимају више од 95% укупних енергетских потреба Уганде. То додатно обезбеди 75% комерцијалних енергетских потреба, док је 21% је обезбеђено нафтним дериватима. Само 3% од комерцијалне енергије је обезбедила струју на мрежи. Напори да становништво присвоји енергетски ефикасније пећи је био тежак задатак због отпора променама. Различити ратови 1980-их довели је до уништења проводника и трансформатора, мада Електродистрибуција Уганде (УЕБ) успева да прошири власт на неколико нових фабрика. Тренутно земљу и даље муче честе рестрикције које трају више сати, посебно у руралним подручјима.

## Хидроелектране
Већи део ветрова са Белог Нила има свој пут кроз земљу, иако мало од хидроенергетског потенцијала земље је упрегнут. Лоше одржавање током политички нестабилних 1980-их даље довело до пада производње на Owen Falls Dam (сада Nalubaale Power Station), на ушћу Белог Нила, од 635,5 милиона киловат-сати у 1986. на 609,9 милиона киловат-сати у 1987, са шест од десет генератора сломљених до краја 1988. године. 200 МВ проширење Налубаале у 2000 подигнута је укупна производња до 380 мегавата, утврђујући Угандин статус највећег произвођача енергије у источној Африци.

## Нафта и природни гас
Уганда је веома осетљива на шокове цена нафте, као што увози готово све њене 7.000 ббл / д (1.100 м3 / д) нафте (2004 фигура) из кенијске рафинерије у Момбаси, што заузврат увози сирове нафте из иностранства. Године 1995, владе Кеније и Уганде пристају да испитају могућност продужења Mombasa–Eldoret pipeline још за 320 км у Кампали. Према речима генералног директора у Кенији Pipeline Company, $ 97 милиона долара гасовод би обезбедио 1,2 милиона кубних метара у првој години рада. Био-кода програм је реализован у 2000, који омогућава властима да одреде да ли крајњи корисник користи званични увоз нафтних деривата. Влада је пријавила пад разводњења и фалсификоване узорке узетих из бензинских станица са 20% у децембру 2000 на 1,5% у септембру 2001.
До почетка 2000-их, Уганда је тражила домаће резерви нафте, као одговор на растуће цене нафте. У септембру 2002, Heritage Oil најавио је први истраживачки бунар, у Блоку 3, који се налази у долини Семилики у западној Уганди, у нади да ће се потврдити сеизмичке студије које показују 1,2 милијарди барела (190,000,000 м3) нафте у басену. У јун 2006, Hardman Resources из Аустралије открили су нафтни песка у Варанга 1 Варанга 2 и Мпута. Председник Yoweri Museveni је најавио да очекује производњу од 6.000 ббл / д (950 м3 / д) до 10.000 ббл / д (1.600 м3 / д) до 2009. Он је даље најавио да мини-рафинерија ће бити подешена за производњу дизел, керозин и мазут.